# Марк Цецилій Метелл (народний трибун)
Марк Цецилій Метелл (*Marcus Caecilius Metellus, 85 до н. е. —після 31 до н.е.) — політичний та військовий діяч пізньої Римської республіки.

## Життєпис
Походив з роду нобілів Цециліїв Метеллів. Син Квінта Цецилія Метелла Критського, консула 69 року до н. е.
У 60 році до н. е. влаштовував гладіаторські ігри. У 55 році до н. е. обіймав посаду народного трибуна і намагався перешкодити походу Марка Ліцинія Красса до Парфії. У 42 році до н. е. його було проскрибовано.
У наступних громадянських війнах був непримиренним противником Октавіана і категорично відкидав усі пропозиції про перехід на його бік. У 31 році до н. е. був військовиком Марка Антонія і потрапив у полон у битві при Акції. Октавіан помилував Метелла на прохання його сина.